# Guido Del Mestri
Guido Del Mestri (Banja Luka, 13 gennaio 1911 – Norimberga, 2 agosto 1993) è stato un cardinale e arcivescovo cattolico italiano.

## Biografia
Proveniente da una nobile famiglia di Medea, nacque a Banja Luka nell'allora Austria-Ungheria il 13 gennaio 1911 dal conte Gian Vito Del Mestri e dalla baronessa Marianna de Grazia.

### Formazione e ministero sacerdotale
Iniziò gli studi a Banja Luka per poi proseguirli presso la Pontificia Università Gregoriana, a Roma, dove nel 1932 conseguì il dottorato in filosofia, nel 1937 in teologia e nel 1940 in diritto canonico. Dal 1937 al 1940 studiò diplomazia alla Pontificia Accademia Ecclesiastica.
L'11 aprile 1936 ricevette l'ordinazione sacerdotale dal cardinale Francesco Marchetti Selvaggiani. Il 21 ottobre 1941 fu nominato cameriere segreto soprannumerario di Sua Santità. Il 6 ottobre 1951 divenne prelato domestico di Pio XII.

### Ministero episcopale e cardinalato
Fu eletto arcivescovo titolare di Tuscamia il 28 ottobre 1961 e consacrato il 31 dicembre dello stesso anno, a Nairobi, dal cardinale Laurean Rugambwa, vescovo di Bukoba. Tra il 1962 e il 1965 partecipò al Concilio Vaticano II. Il 9 settembre 1967 fu nominato delegato apostolico in Messico e il 20 giugno 1970 pro-nunzio in Canada. Fu nominato nunzio apostolico in Germania nel periodo immediatamente successivo all'Ostpolitik (1975-1984).
Papa Giovanni Paolo II lo elevò al rango di cardinale nel concistoro del 28 giugno 1991 con il titolo di Sant'Eustachio.

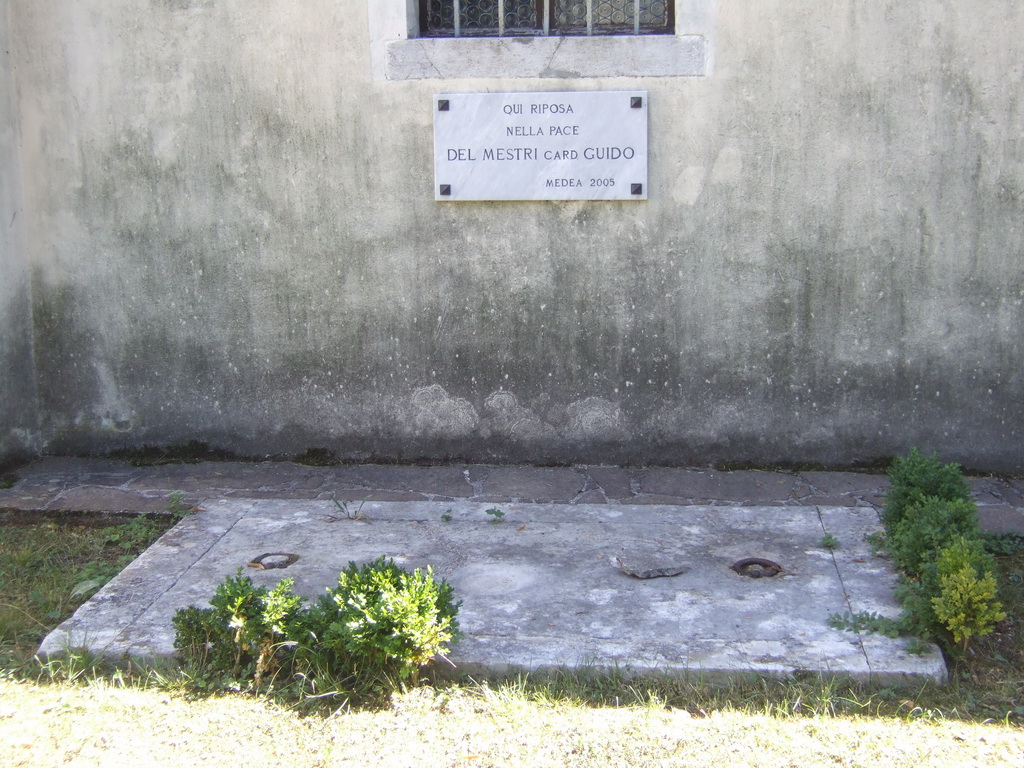
La tomba del cardinale, a fianco della chiesetta di Sant'Antonio, sul colle di Medea.

Morì a Norimberga il 2 agosto 1993 all'età di 82 anni. La sua tomba si trova sul colle di Medea, a fianco della chiesetta di Sant'Antonio.

## Genealogia episcopale e successione apostolica
La genealogia episcopale è:
- Cardinale Scipione Rebiba
- Cardinale Giulio Antonio Santori
- Cardinale Girolamo Bernerio, O.P.
- Arcivescovo Galeazzo Sanvitale
- Cardinale Ludovico Ludovisi
- Cardinale Luigi Caetani
- Cardinale Ulderico Carpegna
- Cardinale Paluzzo Paluzzi Altieri degli Albertoni
- Papa Benedetto XIII
- Papa Benedetto XIV
- Papa Clemente XIII
- Cardinale Bernardino Giraud
- Cardinale Alessandro Mattei
- Cardinale Pietro Francesco Galleffi
- Cardinale Giacomo Filippo Fransoni
- Cardinale Carlo Sacconi
- Cardinale Edward Henry Howard
- Cardinale Mariano Rampolla del Tindaro
- Cardinale Rafael Merry del Val
- Cardinale Arthur Hinsley
- Arcivescovo David Mathew
- Cardinale Laurean Rugambwa
- Cardinale Guido Del Mestri

La successione apostolica è:
- Arcivescovo James Joseph Komba (1962)
- Vescovo Cipriano Biyehima Kihangire (1963)
- Vescovo José López Lara (1968)
- Vescovo Bernard Hubert (1971)
- Arcivescovo Alphonsus Liguori Penney (1973)
- Vescovo Louis-de-Gonzague Langevin, M.Afr. (1974)